# Güéjar Sierra
Güéjar Sierra é um município da Espanha na província de Granada, comunidade autónoma da Andaluzia, de área 239 km² com população de 2986 habitantes (2007) e densidade populacional de 11,85 hab/km².

## Demografia
| Variação demográfica do município entre 1991 e 2004 | Variação demográfica do município entre 1991 e 2004 | Variação demográfica do município entre 1991 e 2004 | Variação demográfica do município entre 1991 e 2004 |
| --------------------------------------------------- | --------------------------------------------------- | --------------------------------------------------- | --------------------------------------------------- |
| 1991                                                | 1996                                                | 2001                                                | 2004                                                |
| 2610                                                | 2713                                                | 2818                                                | 2828                                                |